# Edificio PRIZAD
El edificio de PRIZAD (Tanjug), se encuentra en Belgrado (Serbia) y debido a su valor arquitectónico, urbanístico, cultural e histórico tiene el estatus de un monumento cultural.
El tiempo antes del estallido de la Segunda Guerra Mundial fue un tiempo de creciente inestabilidad, inflación y presión espiritual de los regímenes totalitarios. La institución que construyó el edificio – La Empresa de exportación privilegiada – creció con la ayuda de la inflación y la necesidad del estado de una exportación más eficaz. Dado que era importante para la economía del país, y que hasta entonces funcionaba en sitios alquilados, la empresa construyó su propia casa de lujo monumental.
Basado en concurso realizado en 1937. y según el proyecto del arquitecto Bogdan Nestorović, durante 1938-1939 fue construido el edificio administrativo de la Sociedad de exportación privilegiada (PRIZAD). Dado que el terreno desciende desde Obilićev Venac hasta el río Sava, el edificio está en una posición dominante. De un lado con un esquema ortogonal con dos pilones unidos y con forma de un arco bien reconocible del otro, la fachada del edificio está fragmentada equitativamente con pilastras estilizadas en espíritu modernista, así como con una rejilla neutral de aperturas de ventanas. El carácter monumental del edificio exigía también que el revestimiento de losas de piedra fina se aplicara también al interior del vestíbulo.
Al diseñar este edificio de arquitectura no-ornamental modernista, se nota la influencia de la arquitectura de regímenes totalitarios (de Italia fascista y Alemania nazi), pero también la influencia del monumentalismo francés. Con su armoniosa conexión de forma y fachadas no-ornamentales reducidas, este edificio se destaca como el logro clave de la construcción de Belgrado de la cuarta década del siglo, y tiene un lugar importante en la obra creativa del arquitecto Bogdan Nestorović. Después de la guerra, el edificio fue la sede de la OZNA. Desde el principio de los años sesenta del siglo XX, en este edificio se encuentra la sede de Tanjug (Agencia Telegráfica de Nueva Yugoslavia), una institución pública de gran importancia. A partir de entonces, una escultura de pie de Moša Pijade, periodista y publicista judío partisano, se encuentra en el vestíbulo del edificio.